# Hans Scherfig
Hans Scherfig (n. 8 aprilie 1905, Copenhaga, Danemarca – d. 28 ianuarie 1979, Hillerød, Frederiksborg Amt, Danemarca) a fost un scriitor și pictor danez.
Este autorul unor romane realist-critice în care satirizează aspecte negative ale societății burgheze daneze: birocrația (în „Consilierul dispărut”), educația mistică predată în școli (în „Primăveri irosite”), corupția poliției și a justiției (în „Scorpionul”), regimul ocupației naziste (în „Frydenholm”).
A fost căsătorit din 1931 cu Elisabeth Bertha Emilie Karlinsky.

## Lucrări
Hans Scherfig a scris următoarele romane:
- Den døde mand (Bărbatul mort, 1937)
- Den forsvundne fuldmægtig (Consilierul dispărut, 1939)
- Det forsømte forår (Primăveri irosite, 1940) - tradus în română
- Idealister (Idealiștii, 1945)
- Skorpionen (Scorpionul, 1953) - tradus în română
- Frydenholm (1962)
- Den fortabte abe (Maimuța pierdută, 1964)